# Ya no somos dos
Ya no somos dos (We Don't Live Here Anymore) es una película de Estados Unidos y Canadá dirigida por John Curran en 2003, y protagonizada por Mark Ruffalo, Naomi Watts, Laura Dern y Peter Krause.
Ya no somos dos está dirigida por John Curran (Praise) y basada en dos obras de Andre Dubus, una homónima y otra titulada Adultery, que cuentan la historia desde el punto de vista de Jack y desde el de Edith respectivamente. Protagonizan esta cinta sobre la crisis de la mediana edad y sobre la infidelidad cuatro conocidos actores, Mark Ruffalo (Puedes contar conmigo) en el papel de Jack Linden, Laura Dern (Yo soy Sam) como Terry Linden, Peter Krause (A dos metros bajo tierra, serie de televisión) interpretando a Hank Evans y Naomi Watts (Mulholland Drive, 21 gramos) como Edith Evans.

## Sinopsis
Jack Linden y Hank Evans son amigos inseparables. Ambos son profesores en la universidad y se ven tanto entre clase y clase como después del trabajo para tomar algo. Además, Terry, la esposa de Jack, es la mejor amiga de Edith, la esposa de Hank. A los cuatro les gusta cenar juntos después de acostar a los niños y montar sus pequeñas fiestas con vino y música. Aunque los cuatro parecen muy felices con sus vidas, existen problemas entre las parejas. Así, Edith acaba acudiendo a Jack en busca de consuelo y lo que comienza como un juego se acaba convirtiendo en una infidelidad en toda regla que sumirá a las dos parejas en un laberinto de emociones en el que tendrán que encontrar su camino. 